# Рождествено (Рузский городской округ)

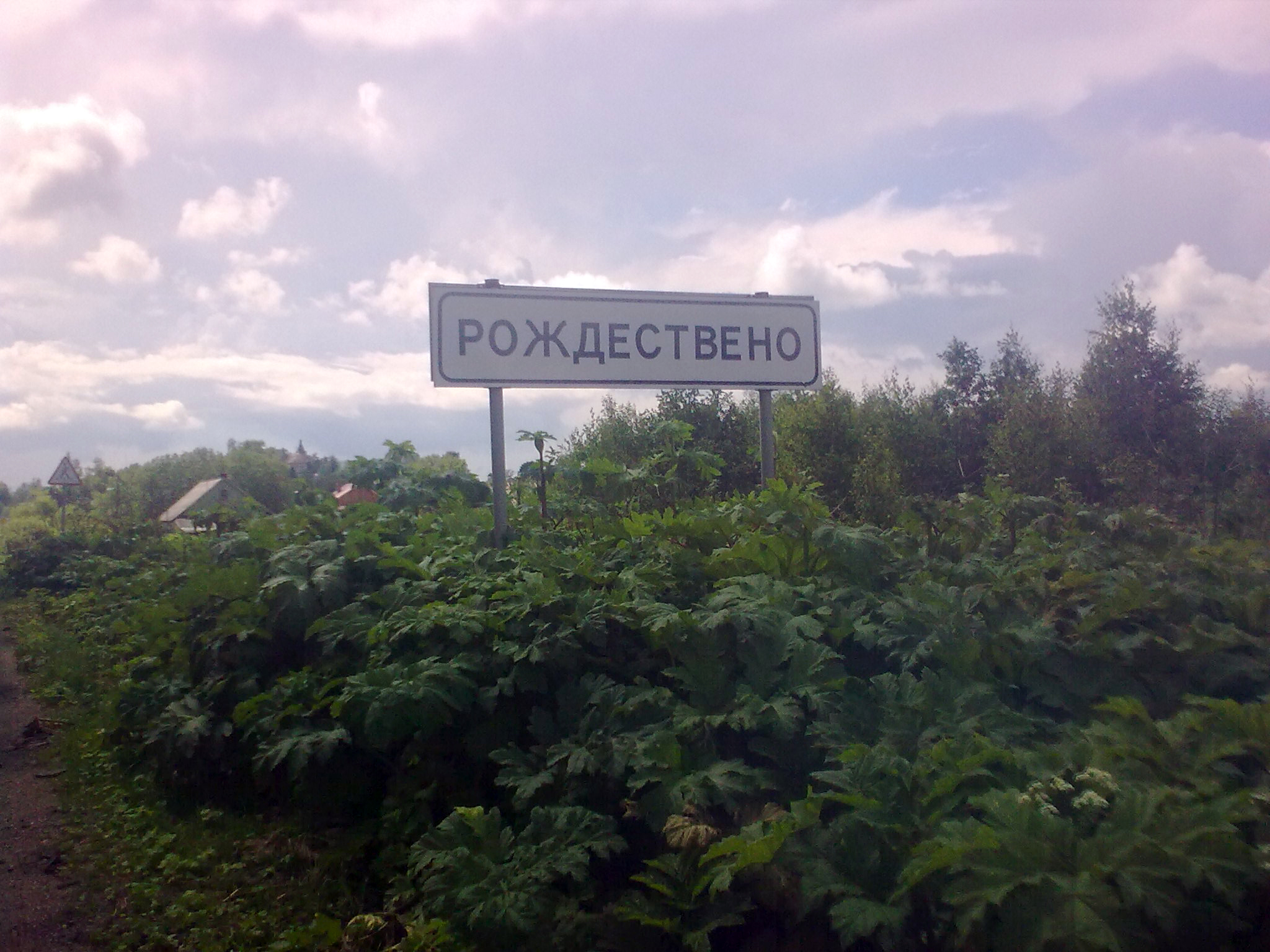
Указатель въезда в деревню

Рождествено — село в Рузском городском округе Московской области России.
До образования Рузского городского округа в январе 2017 года Рождествено входило в состав сельского поселения Волковское Рузского муниципального района.
Численность постоянно проживающего населения — 155 человек на 2006 год, в селе числятся 5 улиц.
В селе сохранилась церковь Рождества Христова 1859 года постройки, находящаяся за южной окраиной школа относится к деревне Новорождествено.
До 2006 года Рождествено входило в состав Никольского сельского округа.
Село расположено на северо-востоке городского округа, почти в 30 километрах северо-восточнее Рузы, на запруженном безымянном ручье бассейна реки Рассоха, высота центра над уровнем моря 253 м.